# 集合 (音乐)
音乐理论中的集合（包括音高集合、音级集合、类集合、模式集合等，英文Set），和数学中一样，是各种元素组成的整体。音乐理论中，集合传统上最常用于指音高或音级集合，但理论家也已将其扩展到其它音乐组成部分，比如持续时间或音色的集合。 

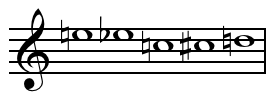
斯特拉文斯基《In memoriam Dylan Thomas》中使用的五音音级集合的原型形式

Set 3-1 有三种可用的旋转/倒影，最紧凑的形式（图里“饼”最小的形式）就是它的默认形式

集合本身只需要单纯包括几个元素，而不一定需要附加其他内容，比如对元素进行纵向排列（将音级以特定音高形式排列）或横向排列（将音级以时间顺序排列）。但为了区分这些包含了排列的集合，没有排列的集合也可以叫“无序集合”。

## 序列
在序列音乐理论中，一些作者会在其他人会在应该使用“序列”（series、row）的地方使用“集合”（set），也就是“有序集合”（例如十二音序列）。这些作者可能会使用"twelve tone sets"、"time-point sets"、"derived sets"等不同说法。